# هوماکونیتات هیدراتاز
در آنزیم‌شناسی، یک هوماکونیتات هیدراتاز (عدد گروه آنزیم 4.2.1.36) آنزیمی است که واکنش شیمیایی را کاتالیز می‌کند.
(1R,2S)-۱-هیدروکسی بوتان-۱٬۲٬۴-تری کربوکسیلات {\displaystyle \rightleftharpoons } (Z) ولی-۱–۱٬۲،4-tricarboxylate + H 2 O
از این رو، این آنزیم دارای یک بستر، (1R، 2S) -1-hydroxybutane-۱٬۲،4-tricarboxylate، و دو محصول، (Z) ولی-۱–۱٬۲،4-tricarboxylate و H2O.
این آنزیم متعلق به خانواده لیازها به ویژه هیدرولیازها است که پیوندهای کربن و اکسیژن را می‌شکند. نام سیستماتیک این کلاس آنزیمی (1R,2S)-1-hydroxybutane-1,2,4-tricarboxylate hydro-lyase [(Z)-but-1-ene-1,2,4-Tricarboxylate-forming] است. نام‌های رایج دیگر عبارتند ازhomoaconitase ,cis-homoaconitase ,HACN ,Lys4 ،LysF و 2-hydroxybutane-۱٬۲،4-tricarboxylate hydro-lyase (نادرست). این آنزیم در بیوسنتز لیزین شرکت می‌کند.